# لوئیس ولف
لوئیس ولف (انگلیسی: Louis Wolff؛ ‏ ۱۸۹۸ – ۲۸ ژوئن ۱۹۷۲) متخصص قلب اهل ایالات متحده آمریکا بود.
او یکی از سه پزشکی بود که برای نخستین بار سندرم ولف پارکینسون وایت را به‌طور کامل توصیف کردند.
وی دانش‌آموختهٔ مؤسسه فناوری ماساچوست و دانشکده پزشکی هاروارد بود.